# Joseph Mallozzi
Joseph Mallozzi (* 16. října 1965, Montreal, Quebec, Kanada) je kanadský scenárista a producent. Je znám především pro spolupráci na seriálech Hvězdná brána, Hvězdná brána: Atlantida a Stargate Universe. V epizodě SG-1 Seriál Červí díra (parodie seriálu na sebe sama) v páté řadě, kde si zahrálo více autorů seriálu, hrál jednoho ze členů posádky.
V současnosti žije ve Vancouveru, Britská Kolumbie.

## Výběr z filmografie
| Scenárista | Scenárista               | Scenárista              |
| Rok        | Název                    | Poznámky                |
| ---------- | ------------------------ | ----------------------- |
| 2011       | Stargate Universe        | (12 epizod, 2009-2011)  |
| 2009       | Hvězdná brána: Atlantida | (18 epizod, 2004-2009)  |
| 2007       | Hvězdná brána (seriál)   | (46 epizod, 2000-2007)  |
| 2000       | Ztracený svět            | (1 epizoda, 2000)       |
| 2000       | Vlkodlak Tommy           | (3 epizody, 1999-2000)  |
| 2000       | Student Bodies           | (24 epizody, 1997-2000) |
| 1997       | Animal Crackers          | (2 epizody, 1997)       |
| 1997       | Lassie                   | (1 epizoda, 1997)       |